# Michael Franks (musicista)
Michael Franks (La Jolla, 18 settembre 1944) è un cantautore e musicista statunitense.

## Biografia
Cresciuto nella Southern California, ha studiato letteratura prima di intraprendere la carriera musicale.
Nel 1973 ha pubblicato il suo primo album. Ha composto anche alcune colonne sonore come quella per il film Cockfighter (1974).
Nel 1976 pubblica il suo secondo album, The Art of Tea, che segna l'inizio del suo sodalizio con la Warner Bros. Music.
Tra i suoi brani più conosciuti vi sono When I Give My Love to You, Popsicle Toes, When Sly Calls (Don't Touch That Phone) e Your Secret's Safe with Me.
Nel corso della sua carriera ha collaborato con diversi e importanti artisti, come Patti Austin, Brenda Russell, Yellowjackets, Art Garfunkel e David Sanborn.
Le sue canzoni sono state interpretate da Lyle Lovett, Kurt Elling, The Manhattan Transfer, Patti Labelle, Carmen McRae, Diana Krall, Shirley Bassey, Ringo Starr, The Carpenters e Laura Fygi.
Una delle sue coriste preferite Veronica Nunn, nell'album American lullaby ricorda Michael interpretando don't be blue mentre nel 2010 ha realizzato un album dal titolo The Art of Michael Franks, dove canta con lui il brano scritto da Michael in coppia con Joe Sample leading me back to you.

## Discografia
Album studio
- 1973 - Michael Franks
- 1976 - The Art of Tea
- 1977 - Sleeping Gypsy
- 1978 - Burchfield Nines
- 1979 - Tiger in the Rain
- 1980 - One Bad Habit
- 1982 - Objects of Desire
- 1983 - Passionfruit
- 1983 - Previously Unavailable (reissue di Michael Franks)
- 1985 - Skin Dive
- 1987 - The Camera Never Lies
- 1990 - Blue Pacific
- 1993 - Dragonfly Summer
- 1995 - Abandoned Garden
- 1999 - Barefoot on the Beach
- 2003 - Watching the Snow
- 2006 - Rendezvous in Rio
- 2011 - Time Together
- 2018 - The Music In My Head

Live album
- 1980 - Michael Franks with Crossfire Live

Raccolte
- 1988 - Indispensable: The Best of Michael Franks
- 1998 - The Best of Michael Franks: A Backward Glance
- 2003 - The Michael Franks Anthology: The Art of Love
- 2004 - Love Songs
- 2012 - The Dream 1973-2011